# Centre Cultural Els Catalanistes
El Centre Cultural Els Catalanistes és una entitat cultural del barri barceloní de Sant Andreu de Palomar. Va néixer l'any 1866. És una de les primeres societats de caràcter cultural de Sant Andreu, associada a la Federació d'Ateneus de Catalunya.
És una entitat sense ànim de lucre que vol fomentar l'art líric, la dansa, l'esport i la cultura. Disposa d'un auditori i d'un bar restaurant. Durant una colla d'anys (als voltans de 1965) va ser un local de ball per a joves amb música de discos i en directe, principalment interpretada pels grups de "pop" Yakers i Teen Agers.